# 김채현
김채현(金采炫, 2002년 4월 26일~)은 대한민국의 가수로, Kep1er의 멤버이다.
부산광역시에서 출생하여 2021년 Mnet의 서바이벌 오디션 프로그램 《Girls Planet 999》를 통해 웨이크원 엔터테인먼트에 영입되고, 1위로 선발되어 Kep1er의 멤버로 데뷔하였다.

## 생애
김채현은 2002년 4월 26일, 부산광역시 연제구에서 출생한 것으로 알려져 있다.

### 2021-2022: 서바이벌 오디션
김채현은 2021년 Mnet의 서바이벌 오디션 프로그램 《Girls Planet 999》의 최종 순위 9위 중 1위를 달성하여 Kep1er의 일원으로 데뷔하게 되었다.

### 2022-현재: Kep1er의 일원
김채현은 《Girls Planet 999》의 데뷔조에 들어 Kep1er로 데뷔하게 된다.
김채현은 데뷔 이후 얼마 지나지 않아 SBS MTV 등에서 방영하는 음악 예능 《더 쇼》에서 MC로 발탁된다.

## 학력
- 연산초등학교(졸업)
- 연제중학교(중퇴)

## 음반 목록

### 음원

#### 참여한 음원
다음은 김채현이 가창에 직접적으로 참여하지 않았거나, 타인 명의로 된 음반의 음원 일람이다.
| 연도 | 음원          | 음반                                  | 아티스트                   | 참여 | 비고     |
| ---- | ------------- | ------------------------------------- | -------------------------- | ---- | -------- |
| 2021 | Utopia        | Girls Planet 999 - Creation Mission   | Girls Planet 999 (Unicorn) | 가창 | [ 주 1 ] |
| 2021 | Shine         | Girls Planet 999 - Completion Mission | Girls Planet 999           | 가창 | [ 주 2 ] |
| 2021 | Another Dream | Girls Planet 999 - Completion Mission | Girls Planet 999           | 가창 | [ 주 2 ] |

## 작품 목록

### 방송
다음은 김채현이 진행하거나 고정 출연한 텔레비전 프로그램 일람이다. 
| 연도 | 방송사  | 제목             | 일자                    | 역할    | 비고       |
| ---- | ------- | ---------------- | ----------------------- | ------- | ---------- |
| 2021 | Mnet    | Girls Planet 999 | 8월 6일~10월 22일       | 연습생  | 1위 (데뷔) |
| 2022 | SBS MTV | 더 쇼            | 1월 25일~2023년 3월14일 | 고정 MC |            |
| 2023 | KBS 2TV | 주접이 풍년      | 6월 30일~7월 7일        | 게스트  | [ 4 ]      |

### 온라인 미디어
다음은 김채현이 출연 및 진행한 출연한 모바일·OTT 미디어 프로그램 일람이다.
| 연도 | 채널             | 제목         | 날짜      | 역할   | 비고 |
| ---- | ---------------- | ------------ | --------- | ------ | ---- |
| 2022 | KBS Kpop(유튜브) | 리무진서비스 | 10월 25일 | 뮤지션 |      |

### 내용주
1. ↑  강예서, 김보라, 황씽치아오, 카와구치 유리나 공동 가창
2. ↑  귄마야, 강예서, 김다연, 김보라, 김수연, 서영은, 노나카 샤나, 사카모토 마시로, 션샤오팅, 수루이치, 에자키 히카루, 원저, 최유진, 카와구치 유리나, 푸야닝, 황씽치아오, 휴닝바히에 공동 가창
3. ↑  일일 게스트 등 일회성 출연은 일람에서 제외하였다.

### 참조주
1. 1 2  이승훈 (2022년 1월 10일). “케플러 김채현, '더쇼' 새 MC 확정..'걸스플래닛999' 1위의 대세 행보”. 《OSEN》.
2. ↑  조소현 (2022년 6월 6일). “케플러의 상상은 현실이 된다”. 서울: 보그 코리아.
3. ↑  이다겸 (2021년 10월 23일). “‘걸스플래닛999’ 김채현→션사오팅, 한중일 걸그룹 케플러 발탁”. 《스타투데이》.
4. ↑  박소영 (2022년 7월 1일). “케플러 김채현 할머니=남진 팬, 세대초월 덕질..‘주접이 풍년’ 시즌1 종영”. 《OSEN》.